# Мохаве
Вижте пояснителната страница за други значения на Мохаве.
Мохаве (на английски: Mohave, Mojave) е етническа група в Съединените американски щати, наброяваща в началото на 21 век около 750 души.
Повечето от тях живеят в индианските резервати Форт Мохаве и Колорадо Ривър на територията на щатите Аризона и Калифорния.
Традиционният им език е мохаве, който се говори от около 200 души, главно възрастни хора.

## Подразделения
Културно мохаве са подобни на юма и са също така добре организирани политически. Подразделят се на 3 клона:
- Северни – Маталиа бом
- Централни – Хато’па
- Южни – Кавелиа бом

Всеки от клоновете се състои от по няколко местни групи или села ръководени от вождове. Отделно трите клона също имат свои вождове – един на северния, един на южния и 5 на централния клон. Има и върховен племенен вожд. Отделно хората са организирани в 22 патрилинейни екзигамни клана.

## Култура
Мохаве е най-северното и най-голямото юманско племе. Селата им са разположени по река Колорадо, от на около 25 km северно от Дейвис Дам до Топок, Аризона. Идват тук от пустинята Мохаве около 1150 г. Използвайки годишните разливи на реката, постепенно те се превръщат от събирачи в изкусни земеделци. Мъжете засаждат културите, най-вече царевица, боб и тикви, а жените прибират реколтата. Земеделието доставя 50% от храната им. Допълват я с риба, дребни животни и различни диви растения, особено мескити. През по-голямата част от годината хората живеят в открити навеси. Зимните месеци прекарват в правоъгълни колиби от пръти и клони, покрити с тръстика и пясък или кал.
През повечето време хората носят малко дрехи. Децата обикновено ходят голи, мъжете – само с набедреник, а жените – с къса пола от върбова кора. На краката си обуват сандали от необработена кожа. В студеното време използват кожени или памучни дрехи и одеяла. И двата пола носят косите си дълги и често боядисват и татуират лицата и телата си. Мъртвите се кремират, а домът и вещите им се изгарят след специални церемонии.
Мохаве са свирепи бойци. Основни врагове са пима, папаго, марикопа и кокопа. Съюзници са с чемехуевите и юма. Заради тази тяхна войнственост, когато идват, испанците не успяват да установят нито мисия, нито селища в земите им.

## История
Възможно е да са се срещнали с Ернандо Аларкон през 1540 г., но е известно, че първият бял, който ги посещава, е отец Хуан де Онате през 1604 г. Следващата среща е през 1775 г. с отец Франциско Гарсес, който отбелязва, че племето наброява между 3000 и 4000 души. След установяването на американската власт над региона през 1848 г. започват опити за подчиняването им и затварянето им в резерват. През април 1859 г. американски войски навлизат в територията им и построяват Форт Мохаве, за да защитават заселниците и имигрантите, отиващи към Калифорния. През 1865 г. техният влиятелен вожд Иратеба убеждава повечето от последователите си да се преместят на река Колорадо, до мястото, където правителството създава резерват за племето и за групите надолу по реката. Повечето мохаве остават да живеят в долината Мохаве и отказват да се преместят в новия резерват. Правителството накрая отстъпва пред исканията им и създава за тях резервата Мохаве. Хората са принудени да се установят в границите на резервата, като запазват всичките си права над водата на река Колорадо. Това разделяне на племето води до враждебност между двете формации в продължение на десетилетия. Днес около 1100 мохаве живеят в резервата Мохаве (96 km² в Аризона, 51 km² в Калифорния и 23 km² в Невада). Населението на другия резерват Колорадо (1119,5 km²) е 9201 души (2000 г.), от които 3389 са индианци от племената чемехуеви, мохаве, хопи и навахо.